# Dimeria ballardii
Dimeria ballardii är en gräsart som beskrevs av Norman Loftus Bor. Dimeria ballardii ingår i släktet Dimeria och familjen gräs.
Artens utbredningsområde är Sri Lanka. Inga underarter finns listade i Catalogue of Life.